# Phylica alticola
Phylica alticola är en brakvedsväxtart som beskrevs av Neville Stuart Pillans. Phylica alticola ingår i släktet Phylica och familjen brakvedsväxter. Inga underarter finns listade i Catalogue of Life.